# Neuvième circonscription des Français établis hors de France
La neuvième circonscription des Français établis hors de France est l'une des onze circonscriptions législative des Français établis hors de France. Ces circonscriptions législatives ont été initiées par la réforme constitutionnelle de 2008 et créées lors du redécoupage de 2010 (auparavant les Français établis hors de France n'étaient représentés qu'au Sénat). La 9e circonscription couvre le Maghreb et l'Afrique de l'Ouest (hors Bénin, Ghana, Nigeria et Togo), pour une population de 177 137 Français inscrits sur les registres consulaires.

## Étendue territoriale
La neuvième circonscription des Français établis hors de France recouvre les pays suivants (entre parenthèses, les Français inscrits au registre mondial au 31 décembre 2020) :
| - Algérie (40 173 Français inscrits) - Burkina Faso (3 687) - Cap-Vert (255) - Côte d'Ivoire (18 095) - Gambie - Guinée (2 424) | - Guinée-Bissau (112) - Liberia (51) - Libye (70) - Mali (8 592) - Maroc (53 824) | - Mauritanie (1 857) - Niger (1 399) - Sénégal (21 712) - Sierra Leone (0) - Tunisie (23 230) |

## Députés
- Le socialiste Pouria Amirshahi a été élu le 17 juin 2012 face à la candidate de l'Union pour un mouvement populaire Khadija Doukali.
- M'jid El Guerrab de La République en marche ! a été élu le 18 juin 2017 face à la candidate du Mouvement democrate Leila Aïchi.
- Karim Ben Cheikh de Génération.s a été élu le 19 juin 2022 face à la candidate Elisabeth Morena candidate de Renaissance. L'élection a été invalidée par le Conseil Constitutionnel pour cause de « dysfonctionnement du système de vote électronique »[4], mais il est réélu lors d’une élection législative partielle.

| Législature | Début de mandat | Fin de mandat   | Député élu       | Parti politique | Parti politique                     | Observations                                    | Suppléant               |
| ----------- | --------------- | --------------- | ---------------- | --- | ----------------------------------- | ----------------------------------------------- | ----------------------- |
| XIVe        | 20 juin 2012    | 20 juin 2017    | Pouria Amirshahi | | PS                                  |                                                 | Martine Vautrin-Djedidi |
| XVe         | 21 juin 2017    | 21 juin 2022    | M'jid El Guerrab | | LREM (2017) SE (2017) MR/PRV (2018) |                                                 | Samia Kasmi             |
| XVIe        | 22 juin 2022    | 20 janvier 2023 | Karim Ben Cheikh | | G.s                                 | Élection annulée par le Conseil constitutionnel | Maïmouna Isabelle Dieng |
| XVIe        | 17 avril 2023   | 9 juin 2024     | Karim Ben Cheikh | Réélu lors d’une élection législative partielle. Mandat écourté à la suite d'une dissolution parlementaire décidée par Emmanuel Macron. | G.s                                 |                                                 | Maïmouna Isabelle Dieng |
| XVIIe       | 8 juillet 2024  | En cours        | Karim Ben Cheikh | | G.s                                 |                                                 | Maïmouna Isabelle Dieng |

## Résultats électoraux

### Élections législatives de 2012
| Candidat       | Candidat            | Parti          | Premier tour | Premier tour | Second tour | Second tour |
| Candidat       | Candidat            | Parti          | Voix         | %            | Voix        | %           |
| -------------- | ------------------- | -------------- | ------------ | ------------ | ----------- | ----------- |
|                | Pouria Amirshahi    | PS             | 8 000        | 47,23        | 10 851      | 62,39       |
|                | Khadija Doukali     | UMP            | 4 204        | 24,82        | 6 541       | 37,61       |
|                | Karim Dendène       | DVD            | 1 223        | 7,22         |             |             |
|                | Laetitia Suchecki   | FG (PCF)       | 743          | 4,39         |             |             |
|                | Zine-Eddine M'Jati  | EÉLV           | 637          | 3,76         |             |             |
|                | Alexandra Piel      | FN             | 606          | 3,58         |             |             |
|                | Sihame Arbib        | CPF-MoDem      | 332          | 1,96         |             |             |
|                | Yannick Urrien      | DVD            | 312          | 1,84         |             |             |
|                | Aïcha Guendouze     | PRG-GE         | 194          | 1,15         |             |             |
|                | Frédérique Ruggieri | LIFE           | 189          | 1,12         |             |             |
|                | Bertrand Vitu       | NC             | 173          | 1,02         |             |             |
|                | Alain Le Moullec    | FU-PNGSS       | 172          | 1,02         |             |             |
|                | Yves Paumier        | SP             | 85           | 0,50         |             |             |
|                | Alexandre Foulon    | DVG            | 70           | 0,41         |             |             |
|                |                     |                |              |              |             |             |
| Inscrits       | Inscrits            | Inscrits       | 96 769       | 100,00       | 97 068      | 100,00      |
| Abstentions    | Abstentions         | Abstentions    | 79 619       | 88,91        | 79 344      | 81,74       |
| Votants        | Votants             | Votants        | 17 150       | 11,09        | 17 724      | 18,26       |
| Blancs et nuls | Blancs et nuls      | Blancs et nuls | 211          | 1,23         | 332         | 1,87        |
| Exprimés       | Exprimés            | Exprimés       | 16 939       | 98,77        | 17 392      | 98,13       |

### Élections législatives de 2017
| Résultats des élections législatives des 4 et 18 juin 2017 de la 9e circonscription des Français établis hors de France | Résultats des élections législatives des 4 et 18 juin 2017 de la 9e circonscription des Français établis hors de France | Résultats des élections législatives des 4 et 18 juin 2017 de la 9e circonscription des Français établis hors de France | Résultats des élections législatives des 4 et 18 juin 2017 de la 9e circonscription des Français établis hors de France | Résultats des élections législatives des 4 et 18 juin 2017 de la 9e circonscription des Français établis hors de France | Résultats des élections législatives des 4 et 18 juin 2017 de la 9e circonscription des Français établis hors de France | Résultats des élections législatives des 4 et 18 juin 2017 de la 9e circonscription des Français établis hors de France |
| Candidat | Candidat | Parti | Premier tour | Premier tour | Second tour | Second tour |
| Candidat | Candidat | Parti | Voix | % | Voix | % |
| --- | --- | --- | --- | --- | --- | --- |
| | Leila Aïchi | MoDem (LREM) | 3 135 | 20,29 | 4 491 | 40,34 |
| | M'jid El Guerrab | LREM diss. | 2 925 | 18,93 | 6 642 | 59,66 |
| | Erwan Borhan Davoux | LR | 2 039 | 13,20 | | |
| | Didier Le Bret | PS | 1 822 | 11,79 | | |
| | Patrice Finel | LFI | 1 423 | 9,21 | | |
| | Frédéric Elbar | SE (DVD) | 814 | 5,27 | | |
| | Pascal Capdevieille | UDI | 626 | 4,05 | | |
| | Karim Dendène | SE (DVD) | 538 | 3,48 | | |
| | Yann Roustan | EÉLV | 462 | 2,99 | | |
| | Jacqueline Nizet | SE (DVD) | 421 | 2,73 | | |
| | Jehanne Fortin | FN | 352 | 2,28 | | |
| | Charlotte de Labarre | PCD | 165 | 1,07 | | |
| | Lamine Camara | PCF (FG) | 150 | 0,97 | | |
| | Mathilde Darras | UPR | 109 | 0,71 | | |
| | Loïc Durand | EXD (FPR) | 78 | 0,50 | | |
| | Nadia Bourgeois-Chebah                                                                                                  | AEI | 75 | 0,49 | | |
| | Khadija Davis | SE | 63 | 0,41 | | |
| | Naji Debache | DLF | 61 | 0,39 | | |
| | Nathalie Gomez | #MV | 61 | 0,39 | | |
| | Loubna Zaïr | MDP | 38 | 0,25 | | |
| | Saâdia Messaoudia | DIV | 35 | 0,23 | | |
| | Marie-Laure Fabresse | PRG (GÉ) | 24 | 0,16 | | |
| | | | | | | |
| | Jean-Christophe Thomas                                                                                                  | UDMF | 14 | 0,09 | | |
| | Héléna Besnard | SE | 3 | 0,02 | | |
| | Rami Zouaoui | DVG | 1 | 0,01 | | |
| | Yves-Eric Massiani | SE | 0 | 0,00 | | |
| | | | | | | |
| Inscrits | Inscrits | 107 796 | 100 | 107 778 | 100 | |
| Abstention | Abstention | 92 085 | 85,43 | 95 144 | 88,28 | |
| Votants | Votants | 15 711 | 14,57 | 12 634 | 11,72 | |
| Blancs | Blancs | 140 | 0,13 | 1 141 | 1,06 | |
| Nuls | Nuls | 122 | 0,11 | 360 | 0,33 | |
| Exprimés | Exprimés | 15 449 | 14,33 | 11 133 | 10,33 | |

### Élections législatives de 2022
Les élections législatives françaises de 2022 ont eu lieu les dimanches 5 et 19 juin 2022. Le 20 janvier 2023, le Conseil constitutionnel a invalidé l'élection pour cause de défaillance dans le système de vote électronique.
| Résultats des élections législatives des 12 et 19 juin 2022 de la 9e circonscription des Français de l'Étranger |                          |                                             |                          |              |              |             |             |
| Candidat | Candidat                 | Parti et coalition                          | Nuance                   | Premier tour | Premier tour | Second tour | Second tour |
| Candidat | Candidat                 | Parti et coalition                          | Nuance                   | Voix         | %            | Voix        | %           |
| | Karim Ben Cheïkh         | G.s (NUPES)                                 | NUP                      | 6 906        | 39,99        | 11 348      | 54,07       |
| | Élisabeth Moreno         | Renaissance                                 | ENS                      | 4 845        | 28,06        | 9639        | 45,93       |
| | Mehdi Reddad             | Horizons diss.                              | DVC                      | 1 072        | 6,21         |             |             |
| | Ludivine Sornet          | Rassemblement national                      | RN                       | 949          | 5,50         |             |             |
| | Mohamed Oulkhouir        | ASFE                                        | DVD                      | 902          | 5,22         |             |             |
| | Naïma M'Faddel           | LR (UDC)                                    | LR                       | 798          | 4,62         |             |             |
| | David Azoulay            | LREM diss.                                  | DVC                      | 310          | 1,80         |             |             |
| | Nathalie Amiot           | REC                                         | REC                      | 257          | 1,49         |             |             |
| | Samira Herbal            | UCE (ÉMP)                                   | DVC                      | 215          | 1,25         |             |             |
| | Thiaba Bruni             | EAC                                         | DVG                      | 165          | 0,96         |             |             |
| | M'jid El Guerrab         | PRV diss.                                   | DVC                      | 126          | 0,73         |             |             |
| | Émilie Marchès-Ouzitane  | LRDG (Fédération de la gauche républicaine) | DVG                      | 116          | 0,67         |             |             |
| | Fatou Sagna Sow          | SE                                          | DIV                      | 109          | 0,63         |             |             |
| | Jean-Claude Martinez     | SE                                          | DXD                      | 101          | 0,58         |             |             |
| | Rachida Kaaout,          | LREM diss.                                  | DVC                      | 90           | 0,52         |             |             |
| | Oumar Ba,                | MoDem diss.                                 | DVC                      | 86           | 0,50         |             |             |
| | Ahmed Eddaraz,           | LREM diss.                                  | DVC                      | 61           | 0,35         |             |             |
| | Sébastien Périmony       | SP (LRDP)                                   | DVG                      | 59           | 0,34         |             |             |
| | Nacim Bendeddouche       | SE                                          | DVG                      | 46           | 0,27         |             |             |
| | Jean-Claude Fontanive    | Agissons (AT)                               | DIV                      | 33           | 0,19         |             |             |
| | Camille Zouon            | SE                                          | DIV                      | 14           | 0,08         |             |             |
| | Hassan Ben M'Barek       | SE                                          | DIV                      | 8            | 0,05         |             |             |
| Votes valides                                                                                                   | Votes valides            | Votes valides                               | Votes valides            | 17 268       | 97,39        | 20 987      | 96,07       |
| Votes blancs | Votes blancs             | Votes blancs                                | Votes blancs             | 392          | 2,21         | 796         | 3,64        |
| Votes nuls | Votes nuls               | Votes nuls                                  | Votes nuls               | 70           | 0,39         | 62          | 0,28        |
| Total | Total                    | Total                                       | Total                    | 17 730       | 100          | 21 845      | 100         |
| Abstention | Abstention               | Abstention                                  | Abstention               | 102 826      | 85,29        | 98 708      | 81,88       |
| Inscrits / participation                                                                                        | Inscrits / participation | Inscrits / participation                    | Inscrits / participation | 120 556      | 14,71        | 120 553     | 18,12       |

### Élection législative partielle de 2023
| Résultats des élections législatives des 2 et 16 avril 2023 de la 9e circonscription des Français de l'Étranger | Résultats des élections législatives des 2 et 16 avril 2023 de la 9e circonscription des Français de l'Étranger | Résultats des élections législatives des 2 et 16 avril 2023 de la 9e circonscription des Français de l'Étranger | Résultats des élections législatives des 2 et 16 avril 2023 de la 9e circonscription des Français de l'Étranger | Résultats des élections législatives des 2 et 16 avril 2023 de la 9e circonscription des Français de l'Étranger | Résultats des élections législatives des 2 et 16 avril 2023 de la 9e circonscription des Français de l'Étranger | Résultats des élections législatives des 2 et 16 avril 2023 de la 9e circonscription des Français de l'Étranger |
| Candidat | Candidat | Parti et coalition                                                                                              | Premier tour | Premier tour | Second tour | Second tour |
| Candidat | Candidat | Parti et coalition                                                                                              | Voix | % | Voix | % |
| --- | --- | --- | --- | --- | --- | --- |
| | Karim Ben Cheïkh                                                                                                | G.s (NUPES) | 5 291 | 43,24 | 8059 | 67,65 |
| | Caroline Traverse                                                                                               | RE (ENS) | 1 996 | 16,31 | 3853 | 32.35 |
| | M'jid El Guerrab                                                                                                | PRV | 1 884 | 15,40 | | |
| | André Chouk | REC | 745 | 6,09 | | |
| | Edouard de Castellan                                                                                            | LR (UDC) | 679 | 5,50 | | |
| | Oumar Ba, | MoDem diss. | 468 | 3,82 | | |
| | Samira Herbal                                                                                                   | EEE | 332 | 2,71 | | |
| | Nicolas Oufkir                                                                                                  | LPC | 243 | 1,99 | | |
| | Fatou Sagna Sow                                                                                                 | SE | 175 | 1,43 | | |
| | Thiaba Bruni | Cap21 | 145 | 1,19 | | |
| | Hervé Diaz | SE | 90 | 0,74 | | |
| | Brahim Oubairouk                                                                                                | LEA (TUPV) | 79 | 0,65 | | |
| | Sébastien Périmony                                                                                              | S&P (LRDP) | 67 | 0,55 | | |
| | Nacim Bendeddouche                                                                                              | SE | 33 | 0,27 | | |
| | Grégory Zaoui                                                                                                   | SE | 9 | 0,07 | | |
| Suffrages exprimés                                                                                              | Suffrages exprimés                                                                                              | Suffrages exprimés                                                                                              | 12 236 | 95,35 | | |
| Votes blancs | Votes blancs | Votes blancs | 547 | 4,26 | | |
| Votes nuls | Votes nuls | Votes nuls | 50 | 0,39 | | |
| Total | Total | Total | 12 833 | 100 | | 100 |
| Abstention | Abstention | Abstention | 112 775 | 89,78 | | |
| Inscrits / participation                                                                                        | Inscrits / participation                                                                                        | Inscrits / participation                                                                                        | 125 608 | 10,22 | | |

### Élections législatives de 2024
| Candidat                 | Candidat                          | Parti et coalition       | Nuance                   | Premier tour | Premier tour | Second tour | Second tour |
| Candidat                 | Candidat                          | Parti et coalition       | Nuance                   | Voix         | %            | Voix        | %           |
| ------------------------ | --------------------------------- | ------------------------ | ------------------------ | ------------ | ------------ | ----------- | ----------- |
|                          | Karim Ben Cheïkh (député sortant) | G·s (NFP)                | UG                       | 18 505       | 51,57        | 26 271      | 74,70       |
|                          | Samira Djouadi                    | RE (ENS)                 | ENS                      | 5 634        | 15,70        | 8 893       | 25,30       |
|                          | Élodie Charron                    | RN                       | RN                       | 3 817        | 10,64        |             |             |
|                          | Ismaël Boudjekada,                | SE                       | DVG                      | 1 421        | 3,96         |             |             |
|                          | Jihad Badreddine                  | LR                       | LR                       | 1 242        | 3,46         |             |             |
|                          | Erwan Davoux                      | LC                       | DVD                      | 1 222        | 3,41         |             |             |
|                          | Seddik Khalfi                     | LFI diss.                | DVG                      | 1 171        | 3,26         |             |             |
|                          | Rachid Tahiri,                    | UGPPÉ (LC)               | DVC                      | 1 102        | 3,07         |             |             |
|                          | Régina Ducellier                  | EÉÉ                      | DVC                      | 693          | 1,93         |             |             |
|                          | Pierre Drevon                     | REC                      | REC                      | 311          | 0,87         |             |             |
|                          | Hassan Oudrhiri                   | SE                       | DIV                      | 236          | 0,66         |             |             |
|                          | Sébastien Périmony                | S&P                      | DIV                      | 172          | 0,48         |             |             |
|                          | Kourtoum Sackho                   | UDI diss.                | DVD                      | 117          | 0,33         |             |             |
|                          | Gabriel Marie Sidibé              | SE                       | DIV                      | 84           | 0,23         |             |             |
|                          | Rania Tessa Maachou               | SE                       | DIV                      | 61           | 0,17         |             |             |
|                          | Hachim Fadili                     | DLF                      | DSV                      | 53           | 0,15         |             |             |
|                          | Édouard Tinaugus                  | FPA                      | DVG                      | :20          | 0,06         |             |             |
|                          | Khadija David                     | 100%C (TUPV)             | DVG                      | 11           | 0,03         |             |             |
|                          | Abdoulai Dianifaba                | MCIA                     | DIV                      | 8            | 0,02         |             |             |
|                          |                                   |                          |                          |              |              |             |             |
| Votes valides            | Votes valides                     | Votes valides            | Votes valides            | 35 880       | 98,02        |             |             |
| Votes blancs             | Votes blancs                      | Votes blancs             | Votes blancs             | 592          | 1,62         |             |             |
| Votes nuls               | Votes nuls                        | Votes nuls               | Votes nuls               | 131          | 0,36         |             |             |
| Total                    | Total                             | Total                    | Total                    | 36 603       | 100          |             | 100         |
| Abstention               | Abstention                        | Abstention               | Abstention               | 93 784       | 71,93        |             |             |
| Inscrits / participation | Inscrits / participation          | Inscrits / participation | Inscrits / participation | 130 387      | 28,07        |             |             |